# بلکت
بلِکِت (به سوئدی: Bleket) یک منطقه مسکونی است که در بخش یورن شهرستان وسترا یوتلاند در کشور سوئد واقع شده است. جمعیت بلکت در پایان سال ۲۰۱۰ بالغ بر ۲۴۰ نفر بوده است.